# سيدي علي (إقليم الرشيدية)
 سيدي علي (بالإنجليزية: SIDI ALI)‏ هي جماعة قروية تابعة لإقليم الرشيدية ضمن جهة درعة تافيلالت بالمغرب.  بلغ مجموع عدد سكان سيدي علي تافراوت حسب إحصاءات 2004 حوالي  3081 نسمة  يعيشون في  385 أسرة.

## إحصاء عام
| السنة | عدد السكان | عدد الأسر | عدد الأجانب |
| ----- | ---------- | --------- | ----------- |
| 1994  | 3572       | 406       | °°°°        |
| 2004  | 3081       | 385       | 0           |